# 麻坡中化中学
麻坡中化中學（英語：Chung Hwa High School），簡稱中化、CHHS，舊稱蔴坡中化中學，是一所位於馬來西亞柔佛麻坡黄金丹絨街的華文獨立中學，其前身為中華學校和化南女校，現今為馬來西亞歷史最悠久的華文獨立中學之一。

## 校训
礼、义、廉、耻
礼，即要有礼貌，对待师长、同学都彬彬有礼，懂得尊师重道。
义，即正义。
廉，廉不可阿，事事都能秉处理，思想行为符合的道德准则。
耻，即知耻，所谓知错能改，善莫大焉也。

## 校史

### 私塾時期
18世紀末期，英國殖民勢力開始滲入馬來半島。為了開採馬來半島中西部的錫礦，英國殖民政府引進中國華人前往英屬馬來亞從事開採工作。1860年，清朝與英國於北京簽訂《中英北京條約》，允許外國商人招聘華人出洋工作，大量中國華工開始移居至東南亞地區。
隨著大量華人的移入，來自中國不同籍貫的鄉賢紛紛創辦私塾，並以方言傳授四書等中國經典，供當地華人孩童學習。
潮州學堂
潮州學堂故址為麻坡二馬路街中華基督教堂正對面騎樓，由黃若時及廖天益擔任塾師。 
泉廈私塾
泉廈私塾故址為華商局樓上（現大眾銀行），位於潮州學堂隔鄰。
永春私塾
永春私塾故址為海墘街永春會館，由鄭親秀和顏逢梯擔任塾師。

### 完全小學校時期
中華學校
1912年，在胡椒甘蜜公局與各幫領袖的幫助下，組織董事會，並購置位於砂香街的馬來高腳亞答屋作為校舍，將麻坡原先的潮州學堂、泉廈私塾、永春私塾三間私塾合併，成立中華學校，為柔佛第一所新式現代完全小學校。
受到中華民國壬子癸丑學制和軍國民教育學潮影響，中華學校以國語作為教學語言，教授國文、算術、手工等科目，同時實行「文武合一，德術兼備」理念，師生以軍服、軍帽作制服，提倡武尚精神，增列兵式體操、體育競技等科目。
化南女校
1918年，中華學校就讀女生人數逐漸增多，校方於三馬路民房分辦新女校，即化南女校。

### 十二年一貫制學校時期
中化中小學
1915年，校方開設特別班，教授高小畢業生中學校課程。 1924年，中華學校正式開設初中部。1929年，化南女校正式開設初中部。 1940年，中華學校開辦高中部，男女兼收。

##### 馬來亞日佔時期
1941年，日本突襲珍珠港，太平洋戰爭爆發。日本隨後發動南方作戰，第25軍從馬來半島北端入侵英屬馬來亞。在經過馬來亞海戰，馬來亞戰役與新加坡戰役之後，日軍僅在55天內便控制馬來亞全境，馬來亞正式進入了日本佔據時期。
麻坡在被日軍攻佔之後，兩校被迫停辦。中華學校四維堂與化南女校華南樓被日軍一三五六部隊佔用，中華學校九思樓則轉變為日語學校。1942年，中華學校操場甚至變成麻坡大檢閱場地。
1945年，日本宣布無條件投降，太平洋戰爭結束，留守馬來亞的日軍紛紛被遣返回日本。兩校小學部隨即復課，合併易名中華化南女校。1946年，兩校中學部復課，並易名中化中小學。

### 中小學校分辦時期
1958年，中化中小學宣布接受政府全部津貼，改制成為標準型小學。小學共被劃分成五間學校，即中化第一小學上午班與下午班，中化第二小學上午班與下午班，以及中化第三小學。至此，中化中學與中化小學正式分別辦理。

### 華文獨立中學時期
1960年8月4日，由時任教育部長拉曼達立擔任主席的「教育政策檢討委員會」，依據《拉薩克報告書》實施經驗檢討結果而撰成的《拉曼達立報告書》正式公布。

##### 《拉曼達利報告書》主要建議內容包括：
- 第五條：由1962年起，依照規定條件而改制的中學，將取得全部津貼，否則取消原撥部分津貼。不接受改制的獨立中學，將繼續存在，但仍受教育法令的約束。
- 第六條：中學所有的公共考試，僅限於一種官方語文－馬來語或英語。
- 第十四條：政府應採取進一步的措施，以加強國語（馬來語）在本邦教育制度的地位。
- 第十九條：由以英語為媒介的教學轉為以馬來語為主的教學。

1961年5月24日，中化中學向麻坡群眾發出〈為華文教育改制問題徵求各界人士及贊助人意見書〉，說明《拉曼達立報告書》中有關華文中學改制要點，同時附上表格讓贊助人表達意見。
1961年7月2日，董事會在四維堂召開贊助人及學生家長大會，逾500百人出席。大會主席余鑑發表演說吁不接受改制，隨後公布贊助人的意見調查結果。回收的704張中，贊成接受改制者僅為10張，不贊成者為691張，大會在群情激昂的氛圍中通過不接受改制的動議。
1961年10月21日，馬來亞聯合邦立法會通過《1961年教育法令》，《拉曼達立報告書》被正式賦予法律地位。
1962年起，由於《1961年教育法令》的施行，因中化中學拒絕改制成為國民型华文中學，中化中學成為了華文獨立中學。

## 戰後歷任校長
以下為麻坡中化中學馬來亞日占時期後歷任校長。其中，第十一任及第十四任為陳蘇弟同一人出任，第十五任及十七任為陳維武同一人出任。
| 任次 | 肖像 | 姓名   | 任期                                             |
| ---- | ---- | ------ | ------------------------------------------------ |
| 1    |      | 陳人浩 | 1945年9月至1954年12月                            |
| 2    |      | 劉在川 | 1955年1月至1955年10月(代) 1955年10月至1956年1月  |
| 3    |      | 王秀南 | 1956年2月至1957年12月                            |
| 4    |      | 徐其禮 | 1958年1月至1959年12月                            |
| 5    |      | 李鴻圖 | 1960年1月至1960年6月(代) 1960年7月至1961年12月   |
| 6    |      | 鄭泰陽 | 1962年1月至1967年12月                            |
| 7    |      | 翟文智 | 1968年1月至1969年12月                            |
| 8    |      | 羅微光 | 1970年1月至1970年6月(代) 1970年7月至1979年12月   |
| 9    |      | 李雲溪 | 1980年1月至1990年12月                            |
| 10   |      | 藩永昌 | 1991年1月至1991年9月                             |
| 11   |      | 陳蘇弟 | 1991年10月至1992年9月(代) 1992年10月至1997年12月 |
| 12   |      | 蔡淦川 | 1998年1月至1999年12月                            |
| 13   |      | 關蓮意 | 2000年1月至2005年11月                            |
| 14   |      | 陳蘇弟 | 2005年12月至2008年12月                           |
| 15   |      | 陳維武 | 2009年1月至2013年12月                            |
| 16   |      | 池敏敏 | 2014年1月至2014年10月                            |
| 17   |      | 陳維武 | 2014年11月至2015年12月                           |
| 18   |      | 彭進財 | 2016年1月至2018年12月                            |
| 19   |      | 蔣璁江 | 2019年1月至今                                    |

## 校歌
《中化校歌》

戴國水曲 陳應時詞
巍楼高峙麻河旁，东序西庠，柔佛最高学府；
培植桃李门墙，英才辈出，巾帼流芳。
中华教化化南邦，百年树人计划良；
四维伸张忠孝仁爱垂训，信义和平宣扬；
陶冶瑚琏储棫朴，国族荣光，中华教化，化南邦。

## 聯課活動
截止到2024年，中化中學共有47個學會團體，其中學藝團體為21個，演藝團體12個，體育團體為11個，制服團為3個。

### 學藝團體
華語學會、英語學會、國語學會、數理學會、美術學會、漫畫學會、水墨畫學會、史地學會、電腦學會、攝影學會、家政學會、棋藝社、園藝學會、日本文化學會、自然社、書法學會、商學會、廣告設計學會、韓國文化學會、電影製作學會、魔術學會

### 演藝團體
合唱團、管樂團、華樂團、廿四節令鼓、吉他社、戲劇學會、醒獅團、舞蹈社、扯鈴學會、口琴學會、文化與藝術舞蹈學會、弦樂團、

### 體育團體
武術學會、跆拳道學會、足球社、排球社、籃球社、羽球學會、乒乓社、游泳學會、劃手社、體育舞蹈學會、田徑社

### 制服團體
聖約翰救傷隊、童軍團、少年獅子會

## 著名校友

### 傳媒與文藝界
- 何蔚庭:電影導演、編劇、製片人。
- 黄明志:歌手、電影導演、詞曲作家、音樂製作人。
- 劉國瑞:電影導演、編劇。

## 外部連結
- 中化中學 （页面存档备份，存于）
- 中化中學校史館 （页面存档备份，存于）
- 董教總（页面存档备份，存于）